# Casa Miñana
La Casa Miñana, hoy llamada Centro de Exposiciones "Castilla", ubicada en El Escorial, Comunidad de Madrid, España, es un edificio de estilo neomudéjar rural, diseñado por el arquitecto Valentín Roca y Carbonell  para D. Joaquín Miñana Fuster. Fue construida entre fines del siglo XIX y comienzos del siglo XX. Utiliza materiales como el granito, la mampostería y el ladrillo, y su cubierta es a teja plana. 
En la actualidad, es propiedad municipal y las habitaciones del piso inferior se usan como salas para diversas exposiciones de carácter temporal. 